# Покровский (Кормянский район)
Покровский (бел. Пакроўск) — посёлок в Барсуковском сельсовете Кормянского района Гомельской области Беларуси.
На юге граничит с лесом.

## Административное устройство
До 11 января 2023 года входил в состав Каменского сельсовета. В связи с объединением Каменского и Барсуковского сельсоветов Кормянского района Гомельской области в одну административно-территориальную единицу — Барсуковский сельсовет, включен в состав Барсуковского сельсовета.

## География

### Расположение
В 17 км на северо-запад от Кормы, в 50 км от железнодорожной станции Рогачёв (на линии Могилёв — Жлобин), в 127 км от Гомеля.

### Гидрография
На севере (в 0,5 км) начинается река Гутлянка (приток реки Днепр).

## Транспортная сеть
Транспортные связи по просёлочной, затем автомобильной дороге Славгород — Довск. Планировка состоит из короткой широтной улицы, застроенной двусторонне деревянными крестьянскими усадьбами.

## История
О деятельности человека в этих местах с давних времён свидетельствует обнаруженный археологами на северной окраине курганный могильник (7 насыпей). Современный посёлок основан в начале 1920-х годов переселенцами из соседних деревень на бывших помещичьих землях. В 1931 году жители вступили в колхоз, работала кузница. Согласно переписи 1959 года в составе колхоза «Октябрь» (центр — деревня Кучин).

## Население

### Численность
- 2004 год — 6 хозяйств, 8 жителей.

### Динамика
- 1959 год — 73 жителя (согласно переписи).
- 2004 год — 6 хозяйств, 8 жителей.